# Arjipo-Ósipovka
Arjipo-Ósipovka (del ruso: Архипо-Осиповка) es un seló del ókrug urbano de Gelendzhik del krai de Krasnodar, en el sur de Rusia. Está situado en la costa oriental del mar Negro, en la desembocadura en él de los ríos Vulan y Teshebs, 41 km al sureste de Gelendzhik y 84 km al sur de Krasnodar. Tenía 7 613 habitantes en 2006.
Es cabeza del municipio Arjipo-Ósipovski, al que pertenecen asimismo Tekos y Teshebs.

## Historia
En el emplazamiento actual de la localidad se hallaba el aul adigué Psyshlope. Se le dio el nombre del soldado ruso Arjip Ósipov, que se sacrificó en 1840 en la defensa del reducto Mijailovski erigido en el emplazamiento de la localidad. La stanitsa Vulanskaya se fundó en 1864. En 1889 fue transformada en seló con el nombre actual. El 8 de marzo de 1960 recibió el estatus de "pueblo-balneario" (kurortniogo posiolka), que perdió en 2004.

## Lugares de interés
En las proximidades de la localidad se han hallado yacimientos de colonización antigua. Hay numerosos dólmenes por los alrededores y se conservan los restos de una torre de guardia romana del siglo I d. C.. Por la boscosa región abundan los arroyos y cascadas.
En la localidad existe un museo arqueológico con restos encontrados en ella y cerca de él se ha reconstruido parcialmente el fuerte Mijáilovski. Tras el fuerte se halla el estadio. Cabe destacar el parque acuático y delfinario.

## Economía y transporte
Como principal sector económico cabe destacar el procesado de madera, pero también la producción de alimentos (vino, conservas, etc.). En las proximidades de la población se halla la estación de gas comprimido Beregovaya que proporciona presión al gaseoducto Golubói potok.
Arjipo-Ósipovka es un enclave de importancia en el complejo de balnearios de Gelendzhik, con numerosos alojamientos de descanso y varios sanatorios.
Se halla situado en la carretera M4 Don Moscú-Novorosíisk y M27 Novorosíisk-frontera abjasa, que comparten calzada en este tramo.

## Personalidades
- Liudmila Márchenko (1940-1997) actriz soviética de cine y teatro,